# Castellnou d'Oluges
Castellnou d'Oluges és una entitat de població del municipi de Cervera, a la comarca de la Segarra.
El poble se situa al marge esquerre del riu Sió, entre el municipi de les Oluges i els pobles de la Prenyanosa, del que en fou agregat fins al 1972, i Malgrat.

## Morfologia
La trama urbana de Castellnou d'Oluges és la pròpia dels nuclis habitats en què es formaren a partir dels condicionants geofísics de caràcter natural definits per la seva orografia i també a causa de les intencions defensives a partir d'una forma originària, el castell, que corona i domina el tossal funcionant de talaia sobre la vall. Aquestes dues característiques han donat lloc a un tipus de morfologia consistent en un pla agrupat o nuclear sobre el vessant de la costa (el tossal) de Castellnou d'Oluges que s'articula a partir d'un carrer central que uneix les dues parts de la vila, la superior i la inferior.
Ocupa un turó al mig d'una plana d'agricultura de secà. Edificis de tipus rural amb barreja de tipologies entre mitgeres i aïllades amb façanes de pedra i cobertes de teula àrab. Entre aquests edificis ressalten la torre del castell i l'església. D'entre els carrers sobresurten el carrer de la Font i el carrer de Graus i del Forn.
Castellnou participà amb altres pobles veïns, com Sant Guim de la Plana, el Llor, la Manresana i Oluja Jussana, en l'avalot contra els jueus del call de Cervera (1391), els quals eren econòmicament potents i creditors de molts pagesos de la comarca.

## Medi físic
Aquests turons o tossals que envolten la vall són típics de l'altiplà central, el sistema orogràfic al qual pertany Castellnou d'Oluges, caracteritzat per petites elevacions erosionades formades per terrenys calcaris que recorren paral·lelament la vall i que en la seva gran majoria estan aprofitades pel treball agrícola basat en els cereals, provocant que la vegetació típica de la zona, els alzinars, hagi quedat reduïda a petits boscos testimonials i a vegetació de ribera en el pas del Sió (canyissars i algun om en recessió).
L'altiplà central constitueix una gran plataforma alçada i orientada de nord a sud, travessant transversalment la Depressió Central separant les conques del riu Llobregat i del riu Segre, formant part de les comarques de la Segarra, el Solsonès, el Bages i l'Anoia constituint l'avantguarda de les terres del prepirineu, que des dels punts més elevats del poble es pot albirar sense cap problema. Geològicament parlant, Castellnou d'Oluges està formada sobre la formació de Tàrrega en el que predominen les calcàries i els marges.
El clima és sec i es caracteritza per la poca precipitació i uns hiverns que solen ser freds on les temperatures mínimes poden arribar a valors negatius amb alguna nevada esporàdica, gelades nocturnes i boira persistent al llarg de l'hivern. Els estius són curts i calorosos, amb temperatures màximes entre 32 °C i 36 °C, però benignes, gràcies a l'efecte temperador de la marinada, humit, i el vent serè, que és més fort i sec.

## Història
Castellnou participà amb altres pobles veïns, com Sant Guim de la Plana, el Llor, la Manresana i Oluja Jussana, en l'avalot contra els jueus del call de Cervera (1391), els quals eren econòmicament potents i creditors de molts pagesos de la comarca.

## Patrimoni i monuments

### Monuments
- Sant Pere de Castellnou d'Oluges

### Festes
- Festa de Sant Roc, o Roquet: mitjans de maig
- Festa Major: Tercer diumenge d'agost
- Rebuda dels Reis Mags: 6 de gener